# Хроніки Акаші
Хроніки Ака́ші — теософський езотеричний, а також антропософський термін, що описує містичну сукупність знань про всі події, думки, слова та наміри усіх життєвих форм минулого, теперішнього та майбутнього, закодовані в нефізичній сфері буття. Достовірність існування Хронік Акаші не підкріплюється жодним науковим підґрунтям, лише анекдотичними доказами.
Акаша (ākāśa IAST आकाश) це санскрит до «ефір», «небо», або «атмосфера». Термін було запозичено теософськими рухами з індуїзму, де він використовувався для позначення першооснови або першопричини природи.
Незважаючи на псевдонауковість Хронік Акаші, вони доволі широко популяризовані в сучасній фантастиці та фентезі. Часто в подібній літературі використовується «більш схожий до наукового» термін — поле Акаші (англ. Akashic Field).
Багато відомих особистостей, які в різній мірі приймали теософську доктрину, стверджували, що могли використовувати Хроніки Акаші, зокрема: Чарльз Летбітер, Едгар Кейсі, Анні Безант, Аліса Бейлі, Самуель Аун Веор, Вільям Ліллі, Менлі Палмер Голл, Джордж Гант Вільямсон, Рудольф Штайнер, Макс Гендель і Олена Петрівна Блаватська.
Оскільки існування Хронік Акаші не може бути підтверджено емпірично, їх вивчення не відноситься до сфери наукових досліджень. Крім того, ні християнські, ні індуїстські чи ведійські традиції не містять згадок про те, що їхні священні тексти засновані на чомусь подібному до «Хронік Акаші».